# Bill Woolsey
Bill Woolsey (Honolulu, 13 de septiembre de 1934 - California, 25 de junio de 2022) fue un nadador estadounidense especializado en pruebas de estilo libre, donde consiguió ser campeón olímpico en 1952 en los 4 × 200 m.

## Carrera deportiva
En los Juegos Olímpicos de Helsinki 1952 ganó la medalla de oro en los relevos de 4 × 200 m estilo libre, con un tiempo 8:31,1, por delante de Japón (plata) y Francia (bronce); sus compañeros de equipo fueron los nadadores Wayne Moore, Ford Konno y Jimmy McLane.